# Neptis kaempferi
Neptis kaempferi är en fjärilsart som beskrevs av De l'orza 1867. Neptis kaempferi ingår i släktet Neptis och familjen praktfjärilar. Inga underarter finns listade i Catalogue of Life.